# Campionati asiatici di badminton 1976
I Campionati asiatici di badminton 1976 si sono svolti a Hyderabad, in India. È stata la 5ª edizione del torneo, organizzato dalla Badminton Asia.

## Podi
| Evento                  | Oro                              | Argento                        | Bronzo                                       |
| Singolare maschile      | Hou Jiachang                     | Liem Swie King                 | Luan Jin                                     |
| Singolare maschile      | Hou Jiachang                     | Liem Swie King                 | Prakash Padukone                             |
| Singolare femminile     | Liang Qiuxia                     | Liu Xia                        | Li Fang                                      |
| Singolare femminile     | Liang Qiuxia                     | Liu Xia                        | Saori Kondo                                  |
| Doppio maschile         | Tjun Tjun Ade Chandra            | Yao Ximing Sun Zhi’an          | Jiamsak Panitchaikul Surapong Suharitdamrong |
| Doppio maschile         | Tjun Tjun Ade Chandra            | Yao Ximing Sun Zhi’an          | Shoichi Toganoo Nobutaka Ikeda               |
| Doppio femminile        | Theresia Widiastuti Regina Masli | Liang Qiuxia He Cuiling        | Liu Xia Zhang Ailing                         |
| Doppio femminile        | Theresia Widiastuti Regina Masli | Liang Qiuxia He Cuiling        | Verawaty Wiharjo Holly Tanjung               |
| Doppio misto            | Fang Kaixiang He Cuiling         | Shoichi Toganoo Etsuko Toganoo | Sun Zhian Li Fang                            |
| Doppio misto            | Fang Kaixiang He Cuiling         | Shoichi Toganoo Etsuko Toganoo | Masao Tsuchida Mika Ikeda                    |
| Gara a squadre maschile | Indonesia                        | Cina                           | Giappone                                     |